# Borisoglebsk
Borisoglebsk (ru. Борисоглебск) este un oraș în partea de vest a Rusiei în Regiunea Voronej. La recensământul din 2002 avea 69.392 locuitori.